# Palpimanus leppanae
Espèce
Palpimanus leppanae est une espèce d'araignées aranéomorphes de la famille des Palpimanidae.

## Distribution
Cette espèce est endémique du Cap-Oriental en Afrique du Sud,. Elle se rencontre vers Jansenville.

## Description
La femelle holotype mesure 7 mm.

## Étymologie
Cette espèce est nommée en l'honneur de Harriet Ann Leppan (1871-1959).

## Publication originale
- Pocock, 1902 : Descriptions of some new species of African Solifugae and Araneae. Annals and Magazine of Natural History, sér. 7, vol. 10, p. 6-27 (texte intégral).